# Wipperdorf
Wipperdorf é uma localidade e antigo município da Alemanha localizado no distrito de Nordhausen, estado da Turíngia.  Pertence ao Verwaltungsgemeinschaft de Hainleite. Desde janeiro de 2019, forma parte do município de Bleicherode.